# Lęki nocne
Lęki nocne (łac. pavor nocturnus; ang. night terror) są zaburzeniem snu zaliczanym do parasomnii, charakteryzującym się skrajnym przerażeniem oraz czasową niezdolnością odzyskania pełnej świadomości. Zaburzenie występuje zazwyczaj niedługo po zaśnięciu, w czwartym stadium fazy snu głębokiego NREM. Chory najczęściej siada na łóżku, rzadziej wstaje z łóżka, krzycząc lub jęcząc z przerażenia. Mimo otwartych oczu nie występuje pełna świadomość i często nie udaje się go obudzić. Po ataku trwającym zazwyczaj od kilku sekund do kilkunastu minut chory spokojnie zasypia i najczęściej nie pamięta później ataku.
Lęki nocne różnią się od innego typu parasomnii - koszmarów sennych - pod kilkoma względami. Po pierwsze, w przypadku lęków nocnych chory nie budzi się w pełni, a jego pełne obudzenie często jest niemożliwe. Po drugie, chory reaguje negatywnie na dotyk fizyczny (np. objęcie), odpychając osobę próbującą go uspokoić. Po trzecie, chory zazwyczaj nie pamięta przebiegu zajścia. Po czwarte, lęki nocne występują w fazie snu NREM, natomiast koszmary senne w fazie REM. Uważa się, że lęki nocne są zaburzeniem snu pokrewnym somnambulizmowi.
Zaburzenie występuje najczęściej u dzieci, w przedziale wiekowym od pół roku do 12 lat. Najczęściej zdarza się pomiędzy trzecim a czwartym rokiem życia. Według różnych szacunków zdarza się u od 1% do 6% dzieci, niezależnie od rasy i płci. 
Przyczyny nie są w pełni poznane. Czynnikami zwiększającymi ryzyko wystąpienia lęków nocnych są: predyspozycje genetyczne, stresy związane z codziennym życiem, zmęczenie, gorączka, niektóre leki wpływające na ośrodkowy układ nerwowy. 
W ograniczeniu częstotliwości występowania lęków nocnych może pomóc unikanie narażania chorego na stres w ciągu dnia, zapewnienie mu odpowiedniej ilości snu, przestrzeganie stałych godzin zasypiania i wstawania, unikanie przemęczenia.
W przypadku wystąpienia ataku należy zadbać, by chory nie zrobił sobie krzywdy biegając po pokoju, nie budzić go, nie obejmować, mówić łagodnie i spokojnie. Należy pamiętać, że mimo otwartych oczu chory nie jest w pełni świadomy. Atak mija zazwyczaj sam w kilkanaście minut i chory spokojnie zasypia.
Lęki nocne przemijają same u większości dzieci wraz z dorastaniem. Leczenie farmakologiczne (za pomocą benzodiazepin) może być stosowane jedynie doraźnie i krótkookresowo. Dobre efekty może dawać psychoterapia.